# Alice De Pauw
Alice De Pauw (även Depauw och Depaud), född (uppgift saknas), död (uppgift saknas), var en belgisk friidrottare med hoppgrenar och kastgrenar som huvudgren. De Pauw var flerfaldig belgisk mästare och blev bronsmedaljör vid damolympiaden 1922 i Monte Carlo. Hon höll även nationsrekord i flera grenar och var en pionjär inom damidrott.

## Biografi
Alice De Pauw föddes i mellersta Belgien, I ungdomstiden var blev hon intresserad av friidrott hon gick senare med i idrottsföreningen "Royal Sporting Club Anderlecht" i Anderlecht i Brysselregionen. Hon tävlade främst i höjdhopp och kulstötning men även i kortdistanslöpning och andra kastgrenar.
1921 deltog De Pauw i de första belgiska mästerskapen (Belgische kampioenschappen atletiek - BKA) för damer då hon tog guldmedalj i höjdhopp med 1,335 meter och kulstötning med 7,48 meter vid tävlingar i juli i Molenbeek-Saint-Jean (De Coninckstraatstadion) och Vorst (Joseph Marienstadion). Resultatet i höjdhopp var även nationsrekord. Hon tävlande även i löpning 300 meter där hon blev utslagen under kvalen.
1922 deltog hon vid andra damolympiaden 15-23 april i Monte Carlo. Under tävlingen tog hon bronsmedalj i höjdhopp (delad med Frédérique Kussel och Ivy Lowman). Senare samma år deltog De Pauw vid de belgiska mästerskapen 21 juli i Uccle där hon tog silvermedalj i såväl höjdhopp (efter Elise Van Truyen) som kulstötning (efter Georgette Vandyck), diskuskastning (efter Henriette van Daelen) och spjutkastning (efter Georgette Vandyck).
I augusti 1922 deltog De Pauw även i den första internationella landskampen i Belgien i friidrott för damer. Under tävlingen i Bryssel tog hon guldmedalj i diskuskastning med 26,33 meter (före Henriette van Daelen och Lisette Petré). De Pauw tog även bronsmedalj i kulstötning med 7, 83 meter och kom på en delad bronsplats (med Elise Van Truyen) i höjdhopp med 1,35 meter. Resultaten i både höjdhopp och diskuskastning var även nya nationsrekord.
Senare drog De Pauw sig tillbaka från tävlingslivet.